# فيصل الدوخي
فيصل الدوخي (6 أبريل 1987 -)، ممثل سعودي. حاصل على جائزة أحسن أداء تمثيلي من مهرجان القاهرة السينمائي الدولي عام 2020 عن دوره في فيلم «حد الطار». درس في الدمام وأكمل الدراسة الجامعية في مدينة المجمعة. انضم إلى الجمعية العربية السعودية للثقافة والفنون بفرع الدمام في نهاية 2009 وعمل في إدارة الخشبة المسرحية، والتحق في 2012 بدورات التمثيل التي أقامها مركز الملك عبد العزيز الثقافي العالمي والتي كانت بالشراكة مع National youth theater، وفي عام 2019 حصل على دورة تدريب الممثلين من معهد الجمعية العربية السعودية للثقافة والفنون. شارك في أعمال مسرحية عديدة من أهمها مسرحية «حبل غسيل» وأيضا أفلام قصيرة وطويلة. من أبرزها فيلم «حد الطار».

## الأعمال

### مسرحيات
- حبل غسيل 2016 [5][6]
- السهم الملتهب 2022.[7]

### مسلسلات
- دون 2018[8]
- أم القلايد 2019[9]
- رهن التحقيق 2020[10]
- رشاش 2021.
- من هو ولدنا 2022.
- فقد. 2022.[11]
- مشراق. 2022.[12]
- سندس. 2022.[13]
- الزاهرية. 2022.[14]
- برودكات. 2023.
- خيوط المعازيب. 2024.[15]
- الخن. 2024.[16]
- الخطة ب. 2024.[17]
- خريف القلب. 2024.
- يوميات رجل عانس. 2025.[18]

### أفلام قصيرة
- تزعه 2 2016[19]
- وسطي 2016[19]
- ما تبقى 2016.
- عشرة واحد. 2022.[20]

### أفلام طويلة
- حد الطار 2020.[21]
- إسعاف 2025.[22]

## الجوائز والإنجازات
- أفضل ممثل - مهرجان مسرح شباب الریاض عن دور بن زریق في مسرحیة وادي الرال 2013م[23]
- ترشح لجائزة أفضل ممثل أول عن دور الحفار في مسرحیة بدل فاقد - مهرجان المسرح بالطائف 2015م[24]

- أفضل ممثل - مهرجان الأفلام بالأحساء عن دور سعد في فیلم ما تبقى 2018م[25][26]
- جائزة أفضل أداء تمثيلي من مهرجان القاهرة السينمائي الدولي في دورته الثانية والأربعين عام 2020 عن دوره في فيلم (حد الطار).[27]